# Bolxoi Urala
Bolxoi Urala (en rus: Большой Урала) és un poble del Daguestan, a Rússia, que en el cens del 2010 tenia 170 habitants. Pertany al districte rural de Gunib.